# Качараба Тарас Іванович
Тарас Іванович Качараба (нар. 7 січня 1995, Жидачів,  Львівська область, Україна) — український футболіст, захисник словацького клубу «ДАК 1904».

## Клубна кар'єра
Першим клубом Тараса був львівський УФК, в 2012 році він перебрався у донецький «Шахтар». Того ж року Тарас отримував ігрову практику в «Шахтарі-3» у Другій лізі, після чого став грати за молодіжну команду.
Влітку 2014 року був орендований ужгородською «Говерлою». Перші чотири туру чемпіонату країни Тарас перебував на лаві запасних, а в п'ятому турі — в матчі з «Олімпіком» — відбувся його дебют в Прем'єр-лізі. Уже в наступному своєму матчі він відзначився своїм першим забитим м'ячем. Всього протягом сезону 2014/15 зіграв у 14 матчах чемпіонату і забив 1 гол.
З липня 2017 року став виступати на правах оренди за кропивницьку «Зірку», за яку до кінця року зіграв 16 матчів у Прем'єр-лізі, після чого на початку 2018 року перейшов на правах оренди в ліберецький «Слован».
На початку 2021 року перейшов із «Слована» на правах оренди до складу чемпіона Чехії празької «Славії». 30 грудня 2021 року підписав 3-річний контракт зі «Славією», яка викупила його у «Слована».

## Кар'єра в збірній
Тарас пройшов всі вікові категорії юнацьких збірних України. Він брав участь в юнацькому чемпіонаті Європи 2014 року, а також в чемпіонаті світу 2015 року в Новій Зеландії.
8 вересня 2021 року дебютував за національну збірну України в товариському матчі проти збірної Чехії (1:1).

## Статистика

### «Клубна статистика»
Станом на 8 червня 2022 року
| Сезон              | Команда            | Чемпіонат          | Чемпіонат | Чемпіонат | Кубок країни | Кубок країни | Кубок країни | Континентальні кубки | Континентальні кубки | Континентальні кубки | Інші змагання | Інші змагання | Інші змагання | Усього | Усього |
| Сезон              | Команда            | Ліга               | Ігор      | Голів     | Ліга         | Ігор         | Голів        | Ліга                 | Ігор                 | Голів                | Ліга          | Ігор          | Голів         | Ігор   | Голів  |
| ------------------ | ------------------ | ------------------ | --------- | --------- | ------------ | ------------ | ------------ | -------------------- | -------------------- | -------------------- | ------------- | ------------- | ------------- | ------ | ------ |
| 2014-15            | «Говерла»          | ПЛ                 | 14        | 1         | КУ           | 3            | 0            | —                    | —                    | —                    | —             | —             | —             | 17     | 1      |
| 2017-18            | «Зірка»            | ПЛ                 | 16        | 0         | КУ           | 0            | 0            | —                    | —                    | —                    | —             | —             | —             | 16     | 0      |
| 2017-18            | «Слован»           | СЛ                 | 8         | 0         | КЧ           | 1            | 0            | —                    | —                    | —                    | —             | —             | —             | 9      | 0      |
| 2018-19            | «Слован»           | СЛ                 | 31        | 1         | КЧ           | 3            | 0            | —                    | —                    | —                    | —             | —             | —             | 34     | 1      |
| 2019-20            | «Слован»           | СЛ                 | 32        | 0         | КЧ           | 4            | 0            | —                    | —                    | —                    | —             | —             | —             | 36     | 0      |
| 2020-21            | «Слован»           | СЛ                 | 10        | 2         | КЧ           | 0            | 0            | ЛЄ                   | 7                    | 1                    | —             | —             | —             | 17     | 3      |
| Усього за «Слован» | Усього за «Слован» | Усього за «Слован» | 81        | 3         |              | 8            | 0            |                      | 7                    | 1                    |               | 0             | 0             | 96     | 4      |
| 2020-21            | «Славія»           | СЛ                 | 10        | 0         | КЧ           | 2            | 0            | —                    | —                    | —                    | —             | —             | —             | 33     | 6      |
| 2021-22            | «Славія»           | СЛ                 | 21        | 1         | КЧ           | 2            | 0            | ЛЧ/ЛК                | 2+9                  | 0                    | —             | —             | —             | 30     | 4      |
| Усього за «Славію» | Усього за «Славію» | Усього за «Славію» | 31        | 1         |              | 4            | 0            |                      | 11                   | 0                    |               | 0             | 0             | 46     | 1      |
| Усього за кар'єру  | Усього за кар'єру  | Усього за кар'єру  | 142       | 5         |              | 15           | 0            |                      | 18                   | 1                    |               | -             | -             | 175    | 6      |

### Матчі за збірну
Станом на 24 вересня 2022 року
| Дата       | Місто   | Господарі | Результат | Гості   | Турнір                               | Голи | Примітки |
| ---------- | ------- | --------- | --------- | ------- | ------------------------------------ | ---- | -------- |
| 08-09-2021 | Пльзень | Чехія     | 1 – 1     | Україна | товариський матч                     | -    |          |
| 08-06-2022 | Дублін  | Ірландія  | 0 – 1     | Україна | Ліга націй УЄФА 2022—2023 - 1-й етап | -    | 72'      |
| 24-09-2022 | Єреван  | Вірменія  | 0 – 5     | Україна | Ліга націй УЄФА 2022—2023 - 1-й етап | -    |          |
| Усього     |         | Матчів    | 3         |         | Голів                                | 0    |          |

## Титули і досягнення
- Чемпіон Чехії:

«Славія»: 2020/21
- Володар Кубка Чехії:

«Славія»: 2020/21, 2022/23